# Zwingenberg (Baden)
Zwingenberg település Németországban, azon belül Baden-Württembergben. Lakosainak száma 660 fő (2023. december 31.).

## A település részei

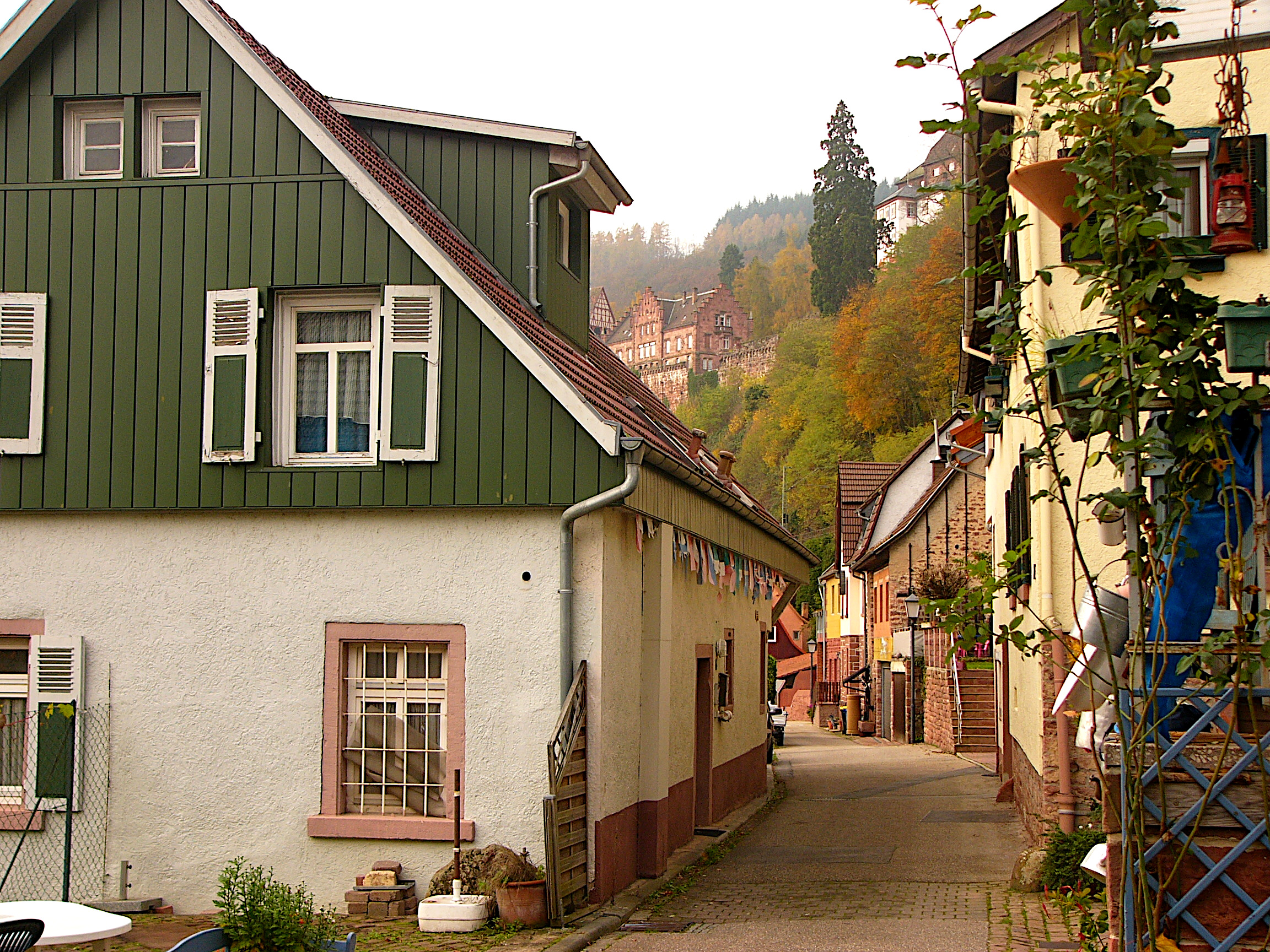
Dorf Zwingenberg
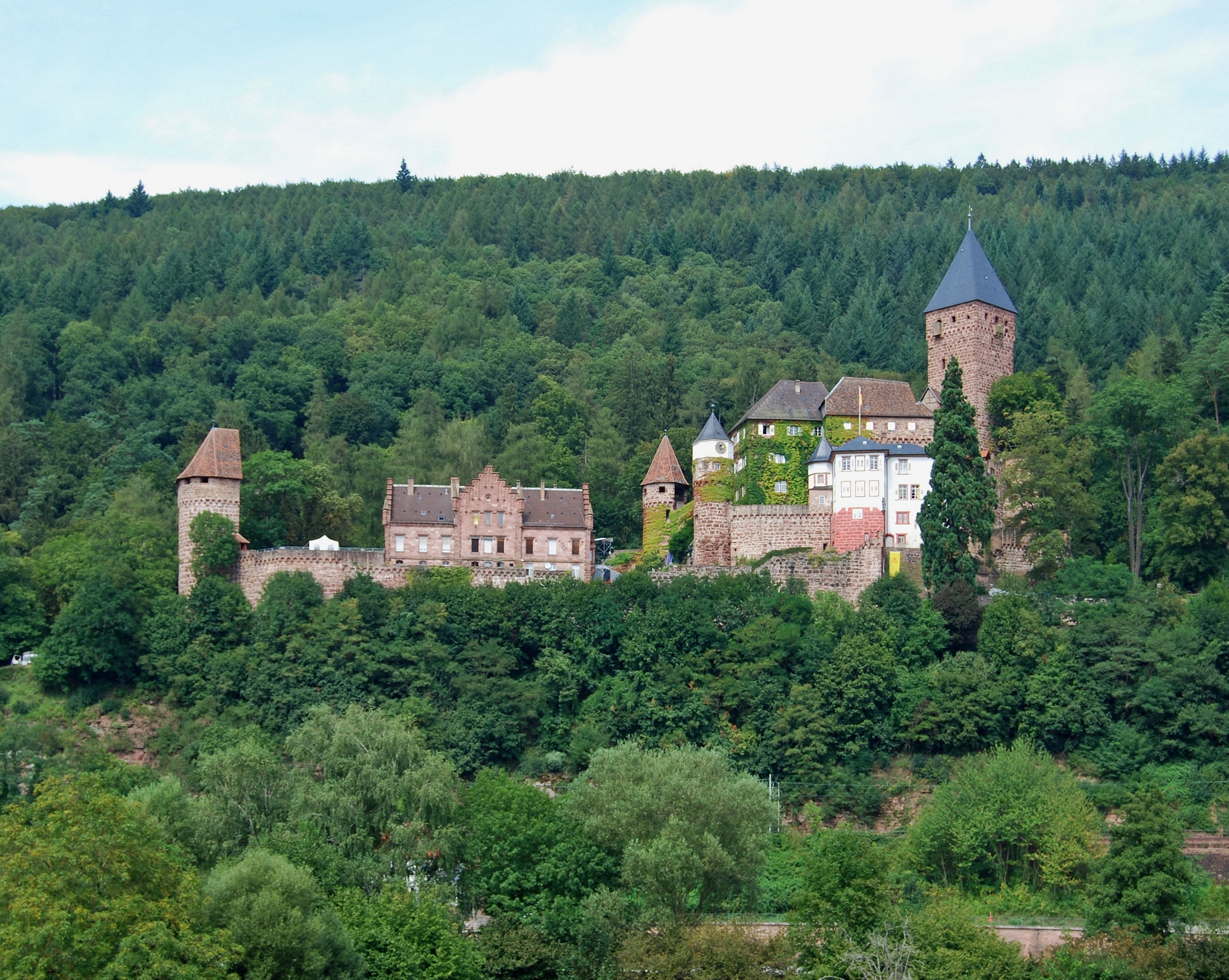
Zwingenberg kastély
- Zwingenberger Hof

- Dorf Zwingenberg
- Zwingenberg kastély

## Népesség
A település népessége az elmúlt években az alábbi módon változott:
| Lakosok száma | 339  | 325  | 259  | 243  | 230  | 363  | 606  | 704  | 680  | 660  |
|               | 1852 | 1880 | 1900 | 1925 | 1939 | 1956 | 1970 | 2017 | 2021 | 2023 |